# Imnos is tin Eleftherian
Imnos is tin Eleftherian (em grego: Ύμνος εις την Ελευθερίαν, "Hino à Liberdade") é o hino nacional da Grécia e de Chipre. Foi extraído de um longo poema de 158 estrofes, porém somente as duas primeiras são parte oficial da composição musical. O texto foi escrito por Dionýsios Solomós e musicado por Nikolaos Mantzaros, tendo sido oficialmente adotado em 1865. Trata-se duma ode à liberdade alcançada em 1821, após séculos de domínio otomano.
O hino é tocado em todas as cerimónias de encerramento de Jogos Olímpicos como tributo à Grécia por ser o seu berço histórico e primeiro país a organizar os Jogos na era moderna.

## Multimedia
- Versão vocal